# Michael Phelps

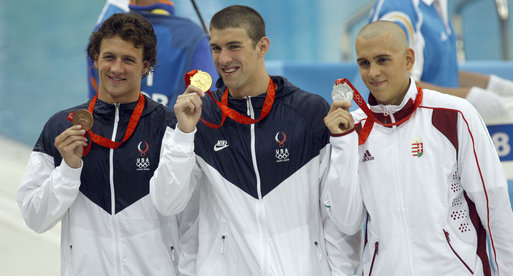
10 sierpnia 2008, Michael Phelps, László Cseh i Ryan Lochte, po wyścigu 400 m stylem zmiennym

Michael Fred Phelps (ur. 30 czerwca 1985 w Baltimore) – amerykański pływak, 23-krotny mistrz olimpijski, 26-krotny mistrz świata, mistrz świata na krótkim basenie, wielokrotny rekordzista świata. Sześciokrotnie wybrany najlepszym pływakiem na świecie: w 2003, 2004, 2006, 2007, 2008 i 2009 roku.
Zdobywca ośmiu medali (6 złotych i 2 brązowych) na igrzyskach olimpijskich w Atenach w 2004 roku, 8 złotych medali podczas występów na igrzyskach olimpijskich w Pekinie (w tym 7 rekordów świata), 6 medali (4 złotych i 2 srebrnych) na igrzyskach olimpijskich w Londynie w 2012 roku oraz 6 medali (pięciu złotych i jednego srebrnego) na igrzyskach olimpijskich w Rio de Janeiro. Zdobywca 7 złotych medali na mistrzostwach świata w 2007 roku.
Najbardziej utytułowany olimpijczyk w historii nowożytnych igrzysk z dorobkiem 23 złotych medali. Łącznie medali igrzysk olimpijskich ma 28 (23 złotych, 3 srebrne, 2 brązowe). Dzięki swoim osiągnięciom i dominacji jest uważany za najlepszego pływaka w historii tej dyscypliny.
Na igrzyskach olimpijskich w Rio de Janeiro był chorążym reprezentacji Stanów Zjednoczonych i kapitanem drużyny pływackiej.

## Kariera
Michael Phelps zaczął pływać w wieku 7 lat, kiedy wykryto u niego ADHD – nadpobudliwość psychoruchową. Trenował w North Baltimore Aquatic Club pod okiem Boba Bowmana.
W 2000 roku startował bez większych sukcesów na Igrzyskach w Sydney.
W 2001 roku w Fukuoce na mistrzostwach świata zdobył pierwszy złoty medal w karierze, na dystansie 200 m stylem motylkowym, pobijając przy tym własny rekord świata wynikiem 1:54.58 (kilka miesięcy wcześniej, podczas kwalifikacji do mistrzostw świata, został najmłodszym w historii pływakiem, który pobił rekord świata: miał 15 lat i 9 miesięcy).
W 2003 roku podczas mistrzostw świata w Barcelonie Michael zdobył 4 złote medale i 2 srebrne, pobił także 3 rekordy świata (2 indywidualnie i 1 w sztafecie).
Podczas mistrzostw świata na krótkim basenie w 2004 roku, rozgrywanych w Indianapolis zdobył złoty medal na dystansie 200 m stylem dowolnym. W tym samym roku, po Igrzyskach w Atenach, przeniósł się do Ann Arbor, gdzie rozpoczął treningi na Uniwersytecie Michigan w sekcji Club Wolverine.
Phelps wystąpił także na mistrzostwa świata na długim basenie w 2005, rozgrywanych w Montrealu. W Kanadzie zdobył 5 medali: 4 złote i 1 srebrny.
Po raz czwarty wystąpił na mistrzostwach świata na długim basenie w 2007 roku w Melbourne. Wówczas 22-letni Michael zdobył 7 złotych medali, pobił także 5 rekordów świata (4 indywidualnie i 1 w sztafecie).
Po zakończeniu Igrzysk w Pekinie w 2008 został także olimpijczykiem wszech czasów. Za zdobycie 8 złotych medali producent strojów pływackich Speedo zapłacił mu wówczas premię w wysokości 1 000 000$. Phelps przystąpił do programu Project Believe, opracowanego przez USADA – Amerykańską Agencję Antydopingową, także do programu My Victory, który jest kampanią medialną, informująca młodzież o skutkach brania dopingu.
4 sierpnia 2012 roku zakończył karierę po wzięciu udziału w Igrzyskach w Londynie, jednakże w kwietniu 2014 wrócił do startów.
W 2016 roku wystartował na Igrzyskach w Rio de Janeiro odnosząc kolejne sukcesy. 14 sierpnia 2016 roku zakończył definitywnie karierę pływacką.

### Letnie Igrzyska Olimpijskie 2000
Na igrzyskach olimpijskich zadebiutował w Sydney w 2000 roku, mając zaledwie 15 lat i stając się tym samym najmłodszym reprezentantem olimpijskiej ekipy USA. Wystartował na dystansie 200 m stylem motylkowym, zajmując ostatecznie w wyścigu finałowym 5. miejsce.

### Letnie Igrzyska Olimpijskie 2004
Po raz drugi na igrzyskach olimpijskich wystąpił w Atenach w 2004 roku. Miał wtedy 19 lat. W stolicy Grecji zdobył 8 medali: 6 złotych i 2 brązowe, ustanowił także rekord świata i 3 rekordy olimpijskie.

### Letnie Igrzyska Olimpijskie 2008
Podczas Igrzysk Olimpijskich 2008 w Pekinie Michael Phelps przeszedł do historii, zdobywając 8 złotych medali. Phelps pobił rekord swojego rodaka Marka Spitza, który zdobył 7 złotych medali podczas Igrzysk Olimpijskich 1972 w Monachium. Tym samym dołączył do grona multimedalistów igrzysk olimpijskich, którzy zdobywali po 9 złotych medali: radzieckiej gimnastyczki Łarysy Łatyninej, amerykańskiego pływaka Marka Spitza, amerykańskiego lekkoatlety Carla Lewisa i fińskiego lekkoatlety Paavo Nurmiego.

### Letnie Igrzyska Olimpijskie 2012
Phelps jako pierwszy zawodnik zdobył złoty medal na trzecich kolejnych igrzyskach olimpijskich, Igrzysk Olimpijskich 2012 w Londynie, w tej samej konkurencji pływackiej (200 m stylem zmiennym).

### Letnie Igrzyska Olimpijskie 2016
Na Igrzyskach Olimpijskich 2016 w Rio de Janeiro zdobył sześć medali. Na dystansie 200 m stylem motylkowym wywalczył swoje trzecie złoto olimpijskie, wyprzedzając Masato Sakaiego o 0,04 s. W konkurencji 200 m stylem zmiennym został mistrzem olimpijskim czwarty raz z rzędu i jest trzecim sportowcem w historii, któremu udało się na czterech kolejnych igrzyskach stanąć na najwyższym stopniu podium w jednej konkurencji. W swoim ostatnim starcie indywidualnym na 100 m stylem motylkowym zdobył srebrny medal ex aequo z Chadem le Clos i László Csehem, kiedy wszyscy trzej pływacy uzyskali czas 51,14 s. Płynął także w sztafetach 4 × 100 m stylem dowolnym, 4 × 200 m stylem dowolnym i 4 × 100 m stylem zmiennym. Reprezentanci Stanów Zjednoczonych we wszystkich zdobyli złote medale, a amerykańska sztafeta zmienna, w której oprócz Phelpsa płynęli Ryan Murphy, Cody Miller i Nathan Adrian z czasem 3:27,95 min ustanowiła nowy rekord olimpijski.

## Życie prywatne
Jest synem byłego policjanta – Freda Phelpsa i nauczycielki, dyrektorki szkoły Debbie Phelps. Ma dwie starsze siostry Whitney i Hilary.
W lutym 2015 r. ogłosił zaręczyny z byłą Miss Kalifornii, Nicole Johnson. Ich syn Boomer Robert Phelps urodził się 5 maja 2016 r.. W październiku 2016 roku poinformował, że jego ślub z Nicole Johnson odbył się 13 czerwca 2016 r..

### Kontrowersje
W listopadzie 2004 roku został złapany przez policję w Salibury, gdy prowadził samochód po pijanemu. Został skazany na 18 miesięcy dozoru policyjnego, a także został zobowiązany do zapłacenia kary w wysokości 250 $.
2 lutego 2009 roku został zawieszony na trzy miesiące przez Amerykańską Federację za palenie marihuany.
30 września 2014 roku został aresztowany za jazdę pod wpływem alkoholu. Sąd w Baltimore skazał pływaka na rok więzienia w zawieszeniu na 18 miesięcy. Dodatkowo Amerykanin musiał poddać się terapii i uczestniczyć w spotkaniach AA.

## Sukcesy

### Medale zdobyte podczas igrzysk olimpijskich w Atenach
- – 200 m stylem dowolnym (1:45,32) – rekord Ameryki
- – 100 m stylem motylkowym (0:51,25) – (rekord olimpijski)
- – 200 m stylem motylkowym (1:54,04) – (rekord olimpijski)
- – 200 m stylem zmiennym (1:57,14) – (rekord olimpijski)
- – 400 m stylem zmiennym (4:08,26) – (rekord świata)
- – sztafeta 4 × 100 m stylem dowolnym (3:14,62)
- – sztafeta, 4 × 200 m stylem dowolnym (7:07,33)
- – sztafeta, 4 × 100 m stylem zmiennym (3:30,69)

### Medale zdobyte podczas igrzysk olimpijskich w Pekinie
- – 400 m stylem zmiennym (4:03.84) – (rekord świata)
- – sztafeta, 4 × 100 m stylem dowolnym (3:08.24) – (rekord świata)
- – 200 m stylem dowolnym (1:42.96) – (rekord świata)
- – 200 m stylem motylkowym (1:52.03) – (rekord świata)
- – sztafeta, 4 × 200 m stylem dowolnym (6:58.56) – (rekord świata)
- – 200 m stylem zmiennym (1:54.23) – (rekord świata)
- – 100 m stylem motylkowym (50:58) – (rekord olimpijski)
- – sztafeta, 4 × 100 m stylem zmiennym (3:29.34) – (rekord świata)

### Medale zdobyte podczas igrzysk olimpijskich w Londynie
- – sztafeta, 4 × 200 m stylem dowolnym (6:59.70)
- – sztafeta, 4 × 100 m stylem dowolnym (3:10.38)
- – 200 m stylem motylkowym (1:53.01)
- – 200 m stylem zmiennym (1:54.27)
- – 100m stylem motylkowym (51.21)
- – sztafeta 4 × 100 m stylem zmiennym (3:29.35)

### Medale zdobyte podczas igrzysk olimpijskich w Rio de Janeiro
- – sztafeta, 4 × 200 m stylem dowolnym (7:00.66)
- – 200 m stylem motylkowym (1:53.36)
- – sztafeta, 4 × 100 m stylem dowolnym (3:09.92)
- – 200 m stylem zmiennym (1:54.66)
- – 100 m stylem motylkowym (51.14)
- – sztafeta, 4 x 100m stylem zmiennym (3:27,95)

### Medale zdobyte na mistrzostwach świata w Fukuoce(2001 r.)
- – 200 m stylem motylkowym (1:54.58) – (rekord świata)

### Medale zdobyte na mistrzostwach świata w Barcelonie(2003 r.)
- – 100 m stylem motylkowym
- – 200 m stylem motylkowym
- – 200 m stylem zmiennym (1:56.04) – (rekord świata)
- – 400 m stylem zmiennym (4:09.09) – (rekord świata)
- – sztafeta, 4 × 100 m stylem dowolnym
- – sztafeta, 4 × 100 m stylem zmiennym (3:31.54) – (rekord świata)

### Medale zdobyte na mistrzostwach świata na krótkim basenie w Indianapolis(2004 r.)
- – 200 m stylem dowolnym

### Medale zdobyte na mistrzostwach świata w Montrealu(2005 r.)
- – 100 m stylem motylkowym
- – 200 m stylem dowolnym
- – 200 m stylem zmiennym
- – sztafeta, 4 × 100 m stylem dowolnym
- – sztafeta, 4 × 200 m stylem dowolnym

### Medale zdobyte na mistrzostwach świata w Melbourne(2007r.)
- – 100 m stylem motylkowym (0:49.82) – (rekord świata)
- – 200 m stylem motylkowym (1:52.09) – (rekord świata)
- – 200 m stylem dowolnym (1:43.86) – (rekord świata)
- – 200 m stylem zmiennym (1:54.98) – (rekord świata)
- – 400 m stylem zmiennym (4:06.22) – (rekord świata)
- – sztafeta, 4 × 100 m stylem dowolnym (3:12.72) – (rekord świata)
- – sztafeta, 4 × 200 m stylem dowolnym (7:03.24) – (rekord świata)

### Medale zdobyte na mistrzostwach świata w Rzymie(2009r.)
- – sztafeta, 4 × 100 m stylem dowolnym (3:09.21)
- – 200 m stylem motylkowym (1:51.51) – (rekord świata)
- – sztafeta, 4 × 200 m stylem dowolnym (6:58:55) – (rekord świata)
- – 100 m stylem motylkowym (49:82) – (rekord świata)
- – sztafeta, 4 × 100 m stylem zmiennym (3:27.28) – (rekord świata)
- – 200 m stylem dowolnym (1:43.22)

### Medale zdobyte na mistrzostwach świata w Szanghaju(2011r.)
- – 100 m stylem motylkowym (50.71)
- – sztafeta, 4 × 200m stylem dowolnym (7:02.67)
- – 200 m stylem motylkowym (1:53.34)
- – sztafeta, 4 × 100 m stylem zmiennym (3:32.06)
- – 200 m stylem dowolnym (1:44.79)
- – 200 m stylem zmiennym (1:54.16)
- – sztafeta, 4 × 100 m stylem dowolnym (3:11.96)

## Rekordy świata
| Data             | Miejsce         | Konkurencja             | Rezultat    | Status                           |
| ---------------- | --------------- | ----------------------- | ----------- | -------------------------------- |
| 15 sierpnia 2002 | Fort Lauderdale | 400 m stylem zmiennym   | 4:11.09 min | do 7 kwietnia 2003               |
| 7 kwietnia 2003  | Indianapolis    | 400 m stylem zmiennym   | 4:10.73 min | do 27 lipca 2003                 |
| 27 lipca 2003    | Barcelona       | 400 m stylem zmiennym   | 4:09.09 min | do 7 lipca 2004                  |
| 7 lipca 2004     | Long Beach      | 400 m stylem zmiennym   | 4:08.41 min | do 14 sierpnia 2004              |
| 14 sierpnia 2004 | Ateny           | 400 m stylem zmiennym   | 4:08.26 min | do 1 kwietnia 2007               |
| 1 kwietnia 2007  | Melbourne       | 400 m stylem zmiennym   | 4:06.22 min | do 29 czerwca 2008               |
| 29 czerwca 2008  | Omaha           | 400 m stylem zmiennym   | 4:05.25 min | do 10 sierpnia 2008              |
| 10 sierpnia 2008 | Pekin           | 400 m stylem zmiennym   | 4:03.84 min | do 23 lipca 2023                 |
| 27 marca 2007    | Melbourne       | 200 m stylem dowolnym   | 1:43.86 min | do 12 sierpnia 2008              |
| 12 sierpnia 2008 | Pekin           | 200 m stylem dowolnym   | 1:42.96 min | do 28 lipca 2009 Paul Biedermann |
| 29 czerwca 2003  | Santa Clara     | 200 m stylem zmiennym   | 1:57.94 min | do 24 lipca 2003                 |
| 24 lipca 2003    | Barcelona       | 200 m stylem zmiennym   | 1:57.52 min | do 25 lipca 2003                 |
| 25 lipca 2003    | Barcelona       | 200 m stylem zmiennym   | 1:56.04 min | do 9 sierpnia 2003               |
| 9 sierpnia 2003  | College Park    | 200 m stylem zmiennym   | 1:55.94 min | do 20 sierpnia 2006              |
| 20 sierpnia 2006 | Victoria        | 200 m stylem zmiennym   | 1:55.84 min | do 29 marca 2007                 |
| 29 marca 2007    | Melbourne       | 200 m stylem zmiennym   | 1:54.98 min | do 4 lipca 2008                  |
| 4 lipca 2008     | Omaha           | 200 m stylem zmiennym   | 1:54.80 min | do 15 sierpnia 2008              |
| 15 sierpnia 2008 | Pekin           | 200 m stylem zmiennym   | 1:54.23 min | do 30 lipca 2009 Ryan Lochte     |
| 30 marca 2001    | Austin          | 200 m stylem motylkowym | 1:54.92 min | do 24 lipca 2001                 |
| 24 lipca 2001    | Fukuoka         | 200 m stylem motylkowym | 1:54.58 min | do 22 lipca 2003                 |
| 22 lipca 2003    | Barcelona       | 200 m stylem motylkowym | 1:53.93 min | do 17 sierpnia 2006              |
| 17 sierpnia 2006 | Victoria        | 200 m stylem motylkowym | 1:53.80 min | do 17 lutego 2007                |
| 17 lutego 2007   | Columbia        | 200 m stylem motylkowym | 1:53.71 min | do 28 marca 2007                 |
| 28 marca 2007    | Melbourne       | 200 m stylem motylkowym | 1:52.09 min | do 13 sierpnia 2008              |
| 13 sierpnia 2008 | Pekin           | 200 m stylem motylkowym | 1:52.03 min | do 29 lipca 2009                 |
| 29 lipca 2009    | Rzym            | 200 m stylem motylkowym | 1:51.51 min | do 24 lipca 2019 Kristóf Milák   |
| 25 lipca 2003    | Barcelona       | 100 m stylem motylkowym | 51.47 s     | do 26 lipca 2003 Ian Crocker     |
| 9 lipca 2009     | Indianapolis    | 100 m stylem motylkowym | 50.22 s     | do 31 lipca 2009 Milorad Čavić   |
| 1 sierpnia 2009  | Rzym            | 100 m stylem motylkowym | 49.82 s     | do 26 lipca 2019 Caeleb Dressel  |

## Wyróżnienia
- Najlepszy pływak roku na świecie: 2003, 2004, 2006, 2007, 2008, 2009, 2012, 2016[22]
- Najlepszy pływak roku w Ameryce: 2001, 2002, 2003, 2004, 2006, 2007, 2008, 2009, 2012, 2015, 2016
- Nagroda Google dla najlepszego sportowca roku: 2004, 2007
- Nagroda ESPY: dla najlepszego olimpijczyka: 2005
- Nagroda USOC (Amerykańskiego Komitetu Olimpijskiego) dla sportowca roku na świecie: 2004, 2008
- Nagroda USSA (Amerykańskiej Akademii Sportu): dla najlepszego sportowca roku na świecie: 2003
- Nagroda: James E. Sullivan Award: 2003
- Nagroda: Teen Choice: dla najlepszego sportowca roku: 2005
- Nominacja do nagrody dla najlepszego sportowca roku na świecie: 2004, 2005, 2008
- Nagroda Google dla amerykańskiej sztafety 4x100 m stylem dowolnym: 2008
- Nagroda Google za najlepsze męskie wykonanie roku: 2004 (100 m stylem motylkowym na Igrzyskach Olimpijskich), 2006 (200 m stylem motylkowym na mistrzostwach Pan-Pacificu), 2007 (200 m stylem motylkowym na Mistrzostwach Świata), 2008 (100 m stylem motylkowym na Igrzyskach Olimpijskich)